# Sabaria elegans
Sabaria elegans är en fjärilsart som beskrevs av Reginald James West 1929.
Sabaria elegans ingår i släktet Sabaria och familjen mätare. Inga underarter finns listade.